# Équipe du pays de Galles de rugby à XV au Tournoi des Cinq Nations 1947
LÉquipe du pays de Galles de rugby à XV au Tournoi des Cinq Nations 1947 termine première ex aequo avec l'Angleterre en remportant trois victoires et en perdant un match contre l'équipe d'Angleterre. Cette équipe compte alors des joueurs de talent comme Rees Stephens, Haydn Tanner, Billy Cleaver, Jack Matthews, Bleddyn Williams.

## Liste des joueurs

### Première ligne
- Cliff Davies (3 matchs)

### Deuxième ligne
- George Parsons (1 match)
- Stanley Williams (4 matchs)
- Bill Tamplin (3 matchs, 2 transformations, 3 pénalités)

### Troisième ligne
- Bob Evans (2 matchs, 1 essai)
- Rees Stephens (4 matchs, 1 essai)
- Ossie Williams (2 matchs)

### Demi de mêlée
- Haydn Tanner (4 matchs)

### Demi d’ouverture
- Billy Cleaver (4 matchs, 1 essai)
- Glyn Davies (1 match)

## Trois-quarts centre
- Jack Matthews (1 match)
- Bleddyn Williams (4 matchs, 1 essai)

### Trois-quarts aile
- Peter Rees (2 matchs)
- Les Williams (4 matchs, 1 essai)

## Classement
| Rang | Nation             | J | V | N | D | Pm | Pe | Diff | Pts |
| ---- | ------------------ | - | - | - | - | -- | -- | ---- | --- |
| 1    | Angleterre (T)     | 4 | 3 | 0 | 1 | 39 | 36 | +3   | 6   |
| 1    | Pays de Galles (T) | 4 | 3 | 0 | 1 | 37 | 17 | +20  | 6   |
| 3    | France             | 4 | 2 | 0 | 2 | 23 | 20 | +3   | 4   |
| 3    | Irlande (T)        | 4 | 2 | 0 | 2 | 33 | 18 | +15  | 4   |
| 5    | Écosse             | 4 | 0 | 0 | 4 | 16 | 57 | -41  | 0   |

## Résultats des matchs
- Le 18 janvier, défaite 6-9 contre l'équipe d'Angleterre à Cardiff
- Le 1er février, victoire 22-8 contre l'équipe d'Écosse à Édimbourg
- Le 22 mars, victoire 3-0 contre l'équipe de France à Paris
- Le 29 mars, victoire 6-0 contre l'équipe d'Irlande à Swansea

## Points marqués par les Gallois

### Match contre l'Angleterre
- Rees Stephens (3 points, 1 essai)

### Match contre l'Écosse
- Bill Tamplin (7 points, 2 transformations, 1 pénalité)
- Billy Cleaver (3 points, 1 essai)
- Bleddyn Williams (3 points, 1 essai)
- Les Williams (3 points, 1 essai)

### Match contre la France
- Bill Tamplin (3 points, 1 pénalité)

### Match contre l'Irlande
- Bob Evans (3 points, 1 essai)
- Bill Tamplin (3 points, 1 pénalité)